# Chevrolet Matiz
De Chevrolet Matiz is een kleine stadsauto van de Amerikaanse autofabrikant Chevrolet.
Voortgekomen uit de overname van Daewoo door General Motors, is de door Chevrolet bijgewerkte Daewoo Matiz een vrij goedkope auto met een keuze uit een 800 cc driecilinder en een eenlitermotor. Hij wordt geproduceerd door Daewoo in Zuid-Korea, hoewel ook in Polen (FSO) en Rusland (UAZ) auto's geassembleerd worden.
De Matiz was de opvolger van de Daewoo Tico, een iets bijgewerkte Suzuki Alto.
De auto is ontworpen door Giorgetto Giugiaro, gebaseerd op een door FIAT afgewezen model.

## De Matiz in andere landen
- Pontiac Matiz G2 (Mexico)
- Chevrolet Joy (aanvankelijk Chevrolet Exclusive) (Pakistan)
- Chevrolet Spark (China)